# Velódromo de Tirador
El Velódromo de Tirador (en catalán: Velòdrom del Tirador), también conocido como Tirador, es una pista de ciclismo en pista al aire libre de Palma de Mallorca (Islas Baleares, España) activa entre 1903 y 1973. Fue la pista ciclista de referencia del Estado durante seis décadas hasta la construcción del velódromo de Anoeta (San Sebastián) en 1965. Ha sido una de las cuatro pistas ciclistas existentes en la ciudad. Antes existió el Velódromo de Son Espanyolet (1893–1911), después el actual Velódromo de Son Moix (1987) y finalmente el Velòdrom Illes Balears (antes Palma Arena) (2007).
La pista se salvó de la desaparición in extremis gracias a la acción de diferentes colectivos que lucharon por su conservación, como la Associació de Veïns des Fortí y la iniciativa ciudadana, en especial la del investigador Manuel García Gargallo, quien defendió su preservación y divulgó su valor histórico y cultural. Ello llevó al Ayuntamiento de Palma, que en principio contemplaba la demolición para la creación de un parque, a rehabilitarlo con idéntico fin.
Desde 2015 es de titularidad municipal, en 2020 fue declarado Bien Catalogado por el Ayuntamiento de Palma y está pendiente su recuperación como zona verde para incorporarlo al denominado Bosque Urbano de Palma, lo que se prevé ejecutar a partir de 2026. En los últimos años ha sufrido un proceso de abandono y progresiva degradación al aplazarse repetidamente su rehabilitación.

## Historia

### Orígenes y construcción
Antes de la construcción del velódromo, este lugar había sido propiedad del gremio de cardadores desde el siglo XIV, y era el lugar donde limpiaban, estiraban y secaban las telas. Debe su nombre al proceso de estirar las telas (tirar en catalán antiguo significaba 'estirar').
La sociedad ciclista palmesana Veloz Sport Balear fue la impulsora de su construcción. En la década de 1890 el ciclismo en pista empezaba a afianzarse en la isla y, con ello, afloraron varias pistas de escasa calidad y breve recorrido. Así nació el primer velódromo de la capital: Son Espanyolet, inaugurado en 1893. Como el resto, su construcción era técnicamente deficiente (fue reinaugurado dos veces más, para suplir sus defectos) y el Veloz Sport Balear (uno de los arrendatarios de la pista) pensó en construir un recinto de mejor calidad, amén de hacerlo en terrenos de su propiedad para garantizar su perdurabilidad. Para ello adquirió unos terrenos (entonces extramuros) de la ciudad, cercanos al torrente de Torrente de la Riera que antiguamente atravesaba la ciudad.
Se colocó la primera piedra el 4 de diciembre de 1898, pero diversas circunstancias (principalmente falta de liquidez) interrumpieron las obras en varias ocasiones y las prolongaron durante casi cinco años, hasta que fue inaugurada el 10 de agosto de 1903. Después de su inauguración, la actividad en Son Espanyolet cesó completamente y poco después desapareció.

### Primeros años
Su inauguración el 10 de agosto de 1903 fue un acontecimiento a nivel nacional y muy pronto se convirtió en la pista de referencia en España: allí se celebró el Campeonato de España de velocidad en 1904, prueba que había dejado de disputarse en 1897 por falta de una pista adecuada. A su vez propició el nacimiento del Campeonato de España de medio fondo en 1908, hasta entonces inexistente, ya que era la pista más adecuada para la disputa de pruebas de largo recorrido. A pesar de eso la afición ciclista en Mallorca pasaba entonces por un periodo de crisis y el aficionado solo respondía ante las grandes pruebas, así que durante el resto del año en el recinto se practicaban todo tipo de deportes, especialmente el fútbol.

### Años de esplendor
Los primeros años de la pista contribuyeron decisivamente a la consolidación y desarrollo de la afición ciclista mallorquina y al surgimiento de los primeros campeones de España locales a partir de 1913. Desde entonces la pista española estuvo dominada por ciclistas insulares durante décadas, especialmente en la modalidad de medio fondo. De esta primera época destacaron Simó Febrer Guixer y Miquel Bover Salom. En 1920 el Veloz Sport Balear planeó sustituir la pista por un velódromo cubierto de mayor capacidad y funcionalidad por el éxito de las pruebas disputadas, parecido al Velódromo de Invierno de París (Vel d'Hiv); pero no se concretó nada y la pista sobrevivió.
Entre 1921 y 1925 fue clausurado por una sanción federativa, pero al reabrirse recuperó su liderazgo en el ciclismo en pista español sin problemas. Sucesivamente fueron apareciendo pistas en España que podían ser una alternativa, como el Velódromo de Ciudad Lineal (Madrid), el Velódromo de Torrero (Zaragoza) o el velódromo de Sants (Barcelona), que llegaron a acoger varias ediciones del Campeonato de España de ciclismo en pista en los años 20 y 30; pero por diversos motivos todas fueron de breve duración, lo cual dejaba sucesivamente Tirador como único referente. En estos años sus protagonistas más destacados fueron Josep Nicolau, Rafel Pou y Bartomeu Flaquer. Los dos primeros fallecieron por sendas caídas en la pista.
Durante la Guerra civil española el velódromo estuvo prácticamente inactivo, pero no sufrió daños materiales. Al acabar el conflicto bélico recuperó su actividad con una fuerza igual o mayor y, salvo periodos puntuales, durante los años 40 y 50 su actividad ciclista fue constante a todos los niveles. Durante estos años el concurso de ciclistas extranjeros fue escaso, primero por la Segunda Guerra Mundial y después por el aislamiento diplomático del país. Estos años destacaron con luz propia los corredores Miquel Llompart y el propio Bartomeu Flaquer.
Aquellos años surgieron nuevas pistas en Campos (1935), Tortosa (1943), Mataró (1948) y otras de singladura más breve, que acogieron pruebas de importancia y campeonatos oficiales con asiduidad, pero sin llegar a desplazar la pista palmesana como principal referente.
La victoria del mallorquín Guillem Timoner en el Campeonato del mundo de 1955 celebrado en Milán supuso un espaldarazo para la pista, que desde entonces entró en el circuito de grandes pistas del mundo atraídos por el campeón local, asiduo corredor en la pista. Ello también coincidió con una generación de ciclistas mallorquines que alcanzaron relevancia internacional y ayudaron a consolidar el rango internacional de la pista como Pere Josep Gomila, Josep Escalas, Francesc Tortella o el campeón del mundo de medio fondo en 1965, Miquel Mas.
A partir de los años 50 surgieron periódicamente proyectos para sustituir el velódromo por otras instalaciones de mayor capacidad y funcionalidad, una vez superados los peores años de la posguerra y a causa de su gradual envejecimiento. A pesar de ello nunca se concretó nada y la pista sobrevivió. El momento de mayor riesgo fue el ambicioso proyecto municipal planeado en los años 60 por el alcalde Màxim Alomar para cubrir el torrente de sa Riera que atraviesa la ciudad y transcurría al lado de la pista, pero que finalmente fue descartado por su elevado coste.

### Decadencia y clausura
La inauguración del Velódromo de Anoeta (San Sebastián) en 1965, con la celebración del Campeonato del mundo ese mismo año marcó el inicio de su declive. A partir de entonces, Tirador dejó de ser la pista de referencia en España y entró en un proceso de decadencia irreversible. Dejó de acoger pruebas de primer nivel a partir de 1968 (aunque aún acogería campeonatos oficiales hasta 1972), su creciente deterioro y la pérdida generalizada de interés por las competiciones en pista en detrimento del ciclismo en ruta obligaron a su cierre definitivo en marzo de 1973. Los postreros proyectos de rehabilitación en colaboración con las federaciones Española o Balear no fructificaron y la construcción del Velódromo Andreu Oliver en la localidad vecina de Algaida en 1975 lo enterró definitivamente en el olvido.
Desde entonces sus propietarios, un Veloz Sport Balear en horas bajas, dedicó los terrenos a otros usos. En 1999 se construyeron pistas de pádel en el espacio central y un aparcamiento para los usuarios, para lo cual se mutiló la pista a la altura de uno de los peraltes para permitir el acceso de los vehículos. Y poco después, otro espacio del velódromo fue habilitado como depósito municipal de vehículos. Mientras tanto, la pista quedó abandonada y en un estado de degradación progresiva.

### Expropiación y rehabilitación
Desde los años 90 el Ayuntamiento de Palma planeaba la construcción de una extensa zona verde en el torrente de sa Riera denominada Sa Falca Verda (La Cuña Verde). El diseño del parque, según un proyecto de Manuel Ribas i Piera y aprobado en 2002, contemplaba la desaparición de la pista, salvo el Xalet de Gaspar Bennazar. En 2007 se inauguró la primera fase, el llamado Parc de sa Riera, y se continuaron los trámites de expropiación para la segunda, entre cuyos terrenos se encontraba el velódromo. 
Los recursos judiciales presentados por los propietarios afectados y la tardanza en su resolución hicieron que la expropiación del velódromo se demorase hasta julio de 2015. Sin embargo, la municipalidad no pudo actuar porque la tasación de los terrenos y su pago posterior aún estaban pendientes de resolución judicial definitiva. En definitiva, la pista no fue municipal de pleno derecho hasta febrero de 2019.
Mientras tanto, el proyecto inicial de Sa Falca Verda para la zona había sido descartado. Cuando se produjo la expropiación en 2015 el Ayuntamiento de Palma había sustituido el diseño inicial de Ribas Piera por otro que mantuviera la histórica instalación integrada en la futura zona verde, más el solar anejo del antiguo Canódromo Balear. El nuevo diseño estuvo a cargo de la arquitecta Isabel Bennasar y la zona verde fue bautizada como Bosque Urbano.
Debido a la falta de mantenimiento hasta que la expropiación de 2015 fue definitiva, las instalaciones sufrieron una acelerado proceso de degradación hasta encontrarse en un preocupante estado de abandono y suciedad, además de la presencia de okupas. Mientras tanto, se tramitaba el proyecto de rehabilitación del velódromo y la dotación de presupuesto para su ejecución.
Finalmente, el 22 de mayo de 2025 fue presentado el anteproyecto de rehabilitación de la pista para convertirla en zona verde, según diseño de las arquitectas Isabel Bennasar y Corina Dîndăreanu.

## Descripción

### La pista
El velódromo tiene una cuerda de 333,33 metros y 6 metros de ancho, con dos peraltes macizos de cemento (encarados a Levante y Poniente) y gradas a cada lado de las rectas: principal (Norte) y general (Sur), con capacidad para aproximadamente 2.000 espectadores. Debido al carácter alargado de los terrenos adquiridos por el Veloz Sport Balear, la elipse de la pista es más alargada de lo normal para adaptarse al perímetro de la finca: sus rectas tienen un recorrido mayor y sus peraltes son más cerrados de lo normal, además de más inclinados para compensar su acentuada curvatura. A consecuencia de ello el espacio central tiene un área aproximada de 110 por 33,3 metros.

### La tribuna cubierta (Xalet)
A principios de febrero de 1918 el Veloz Sport Balear emprendió obras para mejorar las instalaciones que pasaron por arreglar la pista, rehacer los muros que la circundaban y renovar la tribuna cubierta del peralte de Poniente, hasta entonces provisional. El arquitecto Gaspar Bennazar, a la postre arquitecto municipal de la ciudad, fue quien diseñó la nueva tribuna cubierta en dicho peralte. A finales de marzo las obras se encontraban muy avanzadas, por lo que a corto plazo debió empezar a funcionar. La construcción, en forma de templete rectangular, pronto fue conocida como es Xalet (el Chalet). Además de servir de tribuna, también dispensaba servicio de cafetería y terraza para los socios, ofreciendo una perspectiva privilegiada de las pruebas ciclistas que allí se disputaban. En los años 70, cuando el velódromo cesó su actividad, el edificio fue reformado. Los arcos de la tribuna fueron tapiados y el edificio dividido en dos pisos, para trasladar allí el local social del Veloz Sport Balear.
Desde su cierre en 1973 la obra en su conjunto (pista, gradas y Xalet) se fue degradando progresivamente. Aun así, la calidad de la construcción ha hecho que sea tan solo superficial y que toda la estructura se mantenga incólume. A principios de los años 90 se abrió un vial que se llevó por delante el muro y parte de los jardines de entrada, pero no afectó al resto del conjunto.

## Eventos
Desde su inauguración hasta su clausura la pista acogió pruebas oficiales con regularidad y probablemente sea la pista que más campeonatos oficiales de España y Baleares ha acogido.

### Competiciones internacionales
En Tirador se organizaron pruebas con corredores extranjeros muy pronto, pues la primera se remontó a 1906. Aunque la participación de primerísimas figuras tuvo que esperar a los años 50, gracias a los éxitos de quien fuera seis veces campeón del mundo de medio fondo entre 1955 y 1965, el mallorquín Guillem Timoner.
En diversas ocasiones optó a acoger un campeonato de Europa, e incluso un mundial. Pero nunca lo consiguió, principalmente por la falta de recursos de la Federación Española de Ciclismo (entonces Unión Velocipédica Española) para afrontar la empresa y la superioridad de otros países en el plano económico, logístico y deportivo. También otros factores, como el estallido de la Primera Guerra Mundial, impidieron que prosperase su candidatura al europeo de 1915 y el mundial de 1917.

### Competiciones nacionales
Desde su inauguración el velódromo obtuvo un gran prestigio a nivel nacional y acogió con regularidad los campeonatos de España de velocidad (desde 1904) y de medio fondo tras moto stayer (desde 1908). Posteriormente haría lo propio con las diferentes modalidades que surgieron, sobre todo, a partir de los años 40: de medio fondo tras moto comercial (1941) o de persecución (1949), tanto en categoría profesional como de aficionados en todos los casos.
- Campeonato de España de velocidad: 1904, 1914, 1916, 1919, 1920, 1921, 1931, 1934, 1935, 1939, 1940, 1941, 1944, 1947, 1948, 1950 y 1956.
- Campeonato de España de medio fondo tras moto stayer: 1908 (*), 1913, 1914, 1915, 1916, 1917, 1918, 1919, 1920, 1921, 1926, 1927, 1929, 1931, 1934, 1940, 1941, 1943, 1945, 1946, 1947 y 1949.
- Campeonato de España de medio fondo tras moto stayer (aficionados): 1972.
- Campeonato de España de medio fondo tras moto comercial: 1941 (*), 1944, 1959, 1960, 1961, 1962, 1963, 1964, 1968, 1969, 1970 y 1972.
- Campeonato de España de medio fondo tras moto comercial (aficionados): 1957 (*), 1958, 1959, 1960, 1963, 1964, 1968 y 1969.
- Campeonato de España de persecución individual: 1949 (*), 1954, 1956, 1957, 1959, 1960, 1961, 1962, 1963 y 1964.
- Campeonato de España de persecución individual (aficionados): 1958, 1959, 1960 y 1970.
- Campeonato de España de fondo: 1941 (*), 1962 y 1963.
- Campeonato de España de fondo (aficionados): 1964.

(*) primera edición de la modalidad.
En los años 60 participó en el Torneo Intervelódromos, competición en formato de liga que enfrentaba a equipos adscritos a diferentes pistas de la geografía española. El equipo de Baleares, que corría en Tirador, ganó la primera edición (1965).

### Competiciones regionales
Para su inauguración se celebró el Campeonato de Baleares de velocidad, que desde entonces se corrió allí con regularidad. También el Campeonato de Baleares de fondo desde su creación en 1912, así como el resto de modalidades que surgieron posteriormente como en el caso nacional. En este caso, Tirador tuvo que rivalizar con la profusión de pistas propia de Mallorca, especialmente con el Velódromo de Campos.
- Campeonato de Baleares de velocidad: 1903, 1905, 1906, 1908, 1912, 1913, 1916, 1917, 1919, 1920, 1925, 1926, 1932, 1935, 1939, 1944, 1945 y 1966.
- Campeonato de Baleares de velocidad (aficionados): 1955 (*), 1956, 1957 y 1966.
- Campeonato de Baleares de fondo: 1912 (*), 1913, 1917, 1919, 1920, 1925, 1926, 1928, 1931, 1938, 1939, 1942, 1944, 1956 y 1963.
- Campeonato de Baleares de fondo (aficionados): 1954 (*), 1958, 1959 y 1972.
- Campeonato de Baleares de medio fondo tras moto stayer: 1930 (*), 1931, 1932, 1933, 1934, 1935, 1936, 1941 y 1946.
- Campeonato de Baleares de medio fondo tras moto comercial: 1941 (*), 1943, 1958, 1959, 1965, 1971 y 1972.
- Campeonato de Baleares de medio fondo tras moto comercial (aficionados): 1956 (*), 1958, 1959, 1970 y 1971.
- Campeonato de Baleares de persecución individual: 1956 (*), 1957 y 1966.
- Campeonato de Baleares de persecución individual (aficionados): 1955 (*), 1956, 1957, 1958, 1966, 1970 y 1972.
- Campeonato de Baleares de americana: 1966 (*) y 1972.
- Campeonato de Baleares de kilómetro salida parada: 1972 (*).

(*) primera edición de la modalidad.

### Ciclismo femenino
Durante los años de actividad de Tirador, las pruebas estuvieron protagonizadas únicamente por ciclistas masculinos. La excepción fue la visita de la italiana Alfonsina Strada, pionera del ciclismo femenino en su tiempo, que corrió en 1926. No se llegaron a organizar pruebas femeninas oficiales, ya que estas empezaron a celebrarse en Mallorca a partir de 1979 y los campeonatos regionales en pista a partir del año siguiente, cuando el velódromo ya había sido clausurado.

### Otros deportes
Cuando se construyó la pista el ciclismo era el único deporte con cierta raigambre; la práctica de otros deportes era aún escasa y apenas había espacios para su práctica. Ello convirtió a Tirador en el principal espacio polideportivo en el cual se desarrollaron la mayoría de deportes a medida que llegaban a la isla.
- Atletismo. Desde 1917 se disputaron pruebas de pedestrismo y también en los años siguientes.
- Baloncesto. Se empezó a jugar en 1938 en una pista al aire libre. El Veloz Sport Balear tuvo un equipo federado entre 1942 y 1945 que jugó en este espacio.
- Boxeo. Aunque este deporte se desarrolló en otros espacios de la ciudad a partir de los años 30, inicialmente se disputaron algunos combates en la pista. Destaca la exhibición del ex-campeón del mundo de los pesos pesados, Jack Johnson, en 1917.
- Fútbol. Llegó a Mallorca en 1903 y el espacio central de Tirador fue el único terreno de juego existente en Palma durante años. La sección de fútbol del Veloz Sport Balear fue el equipo más potente de la isla hasta el nacimiento del RCD Mallorca en 1916 y la construcción ese mismo año del primer terreno de juego reglamentario. Allí jugó su primer partido el Baleares FC (actualmente CD Atlético Baleares) en 1920.[43]
- Motociclismo. Se disputaron pruebas de motocicletas, sobre todo en los primeros años de la pista.
- Otros deportes: Patinaje, Tenis, Tiro de pichón.

### Actos sociales
Aparte de la vertiente polideportiva el velódromo fue punto de encuentro social al tratarse del principal espacio al aire libre adecuado para actos multitudinarios. Verbenas, conciertos y espectáculos fueron habituales, en especial durante el primer tercio del siglo XX.

## Valor patrimonial
Tirador es la pista ciclista más antigua de España. Le siguen las pistas de Velódromo de Campos (1935) y Santa María del Camino (1936), también en Mallorca. A más distancia le siguen dos pistas de Cataluñaː Tortosa (1943) y Mataró (1948). Actualmente es el recinto de carácter deportivo más antiguo que se conserva en Mallorca y uno de los más antiguos de España. A nivel mundial es la decimotercera pista más antigua del mundo, solo superada per cuatro velódromos del Reino Unido (construidos entre 1877 y 1900), seis de Francia (entre 1884 y 1897), uno de Chequia (1889) y uno de Hungría (1896). Todas ellas se encuentran en uso y, por ello, han sido modernizadas en diverso grado para su utilización; a diferencia de Tirador, que se conserva casi como cuando fue inaugurado en 1903. La frustración de proyectos para su ampliación o sustitución (primero) y el relativo abandono (después) –en los años 50 ya se calificaba a la pista como envejecida– hicieron que se mantuviera casi inalterado desde su inauguración, salvo arreglos superficiales para mantenimiento básico.
Una serie de artículos en la prensa desde 2014 dieron a conocer su valor, social, histórico y patrimonial. Ello ayudó a divulgar su importancia entre quienes desconocían su existencia, o la recuperó para aquellos viejos aficionados que incluso lo creían desaparecido. Además, en 2018 se publicó un libro que recopilaba su historia.

### Catalogación
Debido a su valor histórico, desde 2014 se sucedieron iniciativas para la catalogación del velódromo como inmueble protegido.
- El Ayuntamiento de Palma, en pleno ordinario del 29 de mayo de 2014, aprobó por unanimidad una proposición para la catalogación patrimonial del Xalet y la conservación de la pista como espacio público.[58][59]
- El Ayuntamiento anunció el 20 de octubre de 2015 su catalogación e inclusión en el catálogo de edificios protegidos,[60][61] pero no se llevó a cabo.
- El Consejo Insular de Mallorca, en pleno ordinario del 16 de octubre de 2018, aprobó por unanimidad una proposición instando al Ayuntamiento a la catalogación de todo el conjunto; en caso contrario sería el propio Consejo Insular quien llevase a cabo los trámites.[62]
- La asociación preservacionista Hispania Nostra lo incluyó el 26 de noviembre de 2019 en su lista de elementos patrimoniales en peligro de desaparición.[63]
- El Ayuntamiento, en pleno ordinario del 19 de diciembre de 2019, aprobó por unanimidad una proposición para la catalogación de todo el espacio.[64]
- El Ayuntamiento de Palma, en pleno ordinario del 30 de abril de 2020, aprobó la catalogación provisional[65][66][67] y el 17 de diciembre de 2020 de manera definitiva[68][69] por unanimidad de todos los grupos municipales.
- La catalogación fue publicada en el Boletín Oficial de las Islas Baleares (BOIB) el 18 de febrero de 2021, teniendo desde entonces carácter oficial.[70]

## Accidentes mortales
Durante los setenta años de actividad del velódromo hubo un total de cinco víctimas mortales (un motorista y cuatro ciclistas):
- Antoni Parets Coll, el 21 de agosto de 1927 cuando, en calidad de motorista de medio fondo, conducía en una carrera al ciclista Gaspar Pocoví.
- Josep Nicolau i Balaguer apodado es Canó de Llorito (el cañón de Llorito), el 18 de noviembre de 1934 a los 26 años de edad, cuando se celebraba el campeonato de España de medio fondo.
- Rafel Pou Sastre, el 27 de mayo de 1936 a los 27 años de edad, cuando se entrenaba tras moto.
- Pere Bover Pons, hijo de Miquel Bover Salom es Sardiner, el 15 de mayo de 1940 a los 18 años de edad, cuando disputaba una carrera a la americana.
- Willy Lauwers (Bélgica) el 12 de abril de 1959 a los 22 años de edad, en una carrera tras moto.